# Прва Пецијина буна
Прва Пецијина буна или Дољанска буна био је устанак у Кнешпољу под вођством Петра Поповића Пеције против Османског царства, који је трајао од јуна до децембра 1858. године. Устанак је настао као одговор на притисак на локалне Србе, са звјерствима из прошлости које су чиниле Османлије.

## Позадина
Лука Вукаловић је подигао устанак 1857. године у Херцеговини. Сљедеће године је прота Аврамовић у Градачком срезу подигао Протину буну, а исте године Пеција у Босанској Крајини.

## Буна
Средином 1858. године, избио је устанак на сјеверозападу Босне, због османског притиска на локалне Србе. У селу Ивањска у Крупској нахији, српско становништво католички већинског села се побунило. Након кратке пуцњаве око Ивањске, друга села су се латила оружја. Сматра се да је побуна настала због османског зулума. У јуну 1858, буна се проширила на Кнешпоље. Вође су биле бивши хајдуци Петар Поповић Пеција, Петар Парача, Симо Ћосић и Ристо Јеић. Сеоско становништво Кнешпоља су претежно чинили православни Срби, док је муслиманско становништво било већинско у градовима. Устаници су 20. јуна потиснули муслимане у град Нови. Око 600 устаника окупљених око Новог, планирали су напад на град. Истовремено, Пеција и Парача су окупили око 3.000 устаника,  који су ушли у Ивањску како би помогли локалним побуњеницима.У бици код Дољана у близини Бихаћа 4. јула погинуло је око 100 Турака, након чега је Јеић прешао у Аустрију, покушавајући да убједи Аустријанце да тим сељацима са вилама и косама није само до тога да живе од хљеба. Упориште у Ивањској је пало 15. јула, гдје су били и Пеција и Парача. Устаници код Ивањске су тешко поражени, док су преостали предвођени Пецијом и Парачом прешли у Кнешпоље, одакле су пружили свој посљедњи отпор.
У том тренутку су османски војници ојачани помоћним одредима који су послати из свих дијелова Босне и 21. јула дошло је до битке на Тавији у близини данашње Костајнице. Око 1.000 устаника је бранило своје ровове, али нису успјели и већина је одлучила пребјећи у Аустрију након пораза. Сљедећи дан, битка је вођена у близини села Куљан. Пеција и Гарача, ослабљени послије одласке већег броја устаника на територију преко ријеке Уне (Аустрија), нису имали довољно снаге да би пружили озбиљан отпор добро организованој османској војсци, стога су одлучили да пребјегну у Аустрију. Међутим, аустријске власти су одбиле да их заштите, покушали су да их разоружају и предају османски властима; Пеција и Гарача су одлучили да се не предају и са око 300 устаника су разбили османску блокаду и побјегли на планину Просару.
Сљедећих мјесеци, Пеција и Гарача су наставили герилске борбе по Кнешпољу, међутим, велика буна је сломљена. У децембру је Гарача убијен у близини Костајнице. Након његове смрти, Пеција је одлучио да се повуче у Аустрију, међутим, аустријске власти су га изненада ухватиле и испоручиле османским властима за награду од 5.000 гроша. Пеција је одведен у Цариград на суђење. Осуђен је на смрти, јер је према оптужници, убијек 98 Турака. Смртна казна је требало да се изврши у Босанском пашалуку, у његовом родном граду. Током путовања, приликом напуштања Константинопоља, Пеција је успио да побјегне у близини Ужица, након чега је наставио живјети у Кнежевини Србији.